# Мексиканска чинка
Мексиканската чинка (Carpodacus mexicanus) е вид дребна пойна птица от семейство Чинкови (Fringillidae).

## Разпространение
Видът е роден за западните части на Северна Америка. Пренесен е в източната половина на континента и в Хавай.

## Описание
Възрастните птици достигат до 12 – 15 cm, а размахът на крилата им е от 20 до 25 cm. Телесната маса може да варира от 16 до 27 грама. Всяко крило има дължина от 7 до 8,4 cm, а опашката е от 5,7 до 6,5 cm.